# Chapeaux (Suède)
Les Chapeaux (suédois : hattarna) étaient une faction politique pendant l'ère de la liberté (1719-1772) en Suède. Leur nom vient du chapeau tricorne porté par les officiers et les gentilshommes. Ils rivalisent pour le pouvoir avec le parti adverse des Bonnets. Les Chapeaux, qui ont gouverné la Suède de 1738 à 1765, prônaient une alliance avec la France et une politique étrangère affirmée, notamment envers la Russie. Pendant leur mandat, ils ont impliqué la Suède dans deux guerres coûteuses et désastreuses, dans les années 1740 et 1750.

## Histoire
Le comte Arvid Horn (1664-1742), chef des Bonnets, gouverne la Suède depuis 1719. Après la défaite de la Suède dans la Grande guerre du Nord, il a inversé la politique traditionnelle de la Suède en maintenant la France à distance, en se rapprochant de la Grande-Bretagne et en ne faisant aucun effort significatif pour récupérer l'empire balte perdu par la Suède. Les opposants à cette politique pacifique surnomment avec dérision ses adhérents "Bonnets de nuit", et eux-mêmes prennent le nom de Chapeaux lorsque les États se réunissent en 1738. Les Bonnets sont souvent des aristocrates plutôt âgés, alors que les Chapeaux sont plutôt de jeunes officiers, des bureaucrates et des marchands. Les Chapeaux renversent alors le gouvernement et Horn est contraint de se retirer, laissant la place à Carl Gyllenborg (1679-1746). Une fois au pouvoir, les Chapeaux visent à redonner à la Suède son ancienne position de grande puissance et cherchent à renouveler l'alliance traditionnelle avec la France. Cette dernière se réjouit de la montée d'un gouvernement suédois qui défend les intérêts français en Europe du Nord et Versailles finance généreusement les Chapeaux pour les deux générations suivantes.
Le premier signe de faiblesse du gouvernement des Chapeaux apparait après la Guerre contre la Russie de 1741-1743, qui se solde par une défaite suédoise et l'occupation de la Finlande par la Russie. Au Riksdag, une enquête sur la conduite de la guerre est proposée. Les Hats réussissent à l'éviter en donnant la priorité à la question de la succession. Le roi Frédéric Ier n'a en effet pas d'enfants légitimes et il incombe au Riksdag d'élire son successeur. Des négociations sont ouvertes avec l'Impératrice russe, Élisabeth Ire de Russie, qui accepte de restituer la plus grande partie de la Finlande à la Suède si l'oncle de son héritier, Adolphe-Frédéric, est élu successeur de la couronne suédoise. Les Chapeaux saisissent avec empressement l'occasion de récupérer le grand-duché et leur propre prestige en même temps. Par le traité d'Åbo, signé le 7 mai 1743, les termes de l'Impératrice sont acceptés et seule une petite partie de la Finlande au-delà de la rivière Kymi, souvent appelée Vieille Finlande, est conservée par la Russie.
Dans les années 1750, les Chapeaux voient l'effondrement total de leur politique étrangère. À l'instigation de la France, ils entrent dans la Guerre de Sept Ans, en Poméranie, et le résultat est désastreux. Les Français ne fournissent pas suffisamment d'argent pour une longue guerre et, après plusieurs années de combats infructueux, les Chapeaux doivent signer la paix, se retirant d'une guerre qui aura coûté au pays 40 000 hommes. Lorsque le Riksdag se réunit en 1760, l'indignation contre les dirigeants des Chapeaux est si violente qu'une destitution semble inévitable ; mais une fois de plus, la supériorité de leur tactique parlementaire l'emporte, et lorsque, après une session de vingt mois, le Riksdag met fin à ses travaux par le consentement mutuel des deux factions épuisées, le gouvernement des Chapeaux est reconduit pour quatre années supplémentaires. Toutefois, lorsque les États se réunissent en 1765, les Chapeaux sont désormais complètement écartés du pouvoir. Le chef des Bonnets, Ture Rudbeck, est élu maréchal de la Diète à une large majorité contre Fredrik Axel von Fersen, le candidat des Chapeaux ; et, sur les cent sièges du comité secret, les Chapeaux ne réussirent à en obtenir que dix.
Les Chapeaux reviennent brièvement au pouvoir dans le Riksdag de 1769, mais sont bientôt à nouveau battus par les Bonnets. Sur fond d'attaque russe, le roi Gustave III réalise un coup d'État en 1772 et s'oriente vers une monarchie absolue. Les Chapeaux et les Bonnets disparaissent alors de la vie politique.